# Baie de Piantarella
La baie de Piantarella est une baie de la mer Méditerranée qui se situe en Corse-du-Sud en France. Elle se trouve à l'est de Bonifacio, face à l'île Piana, et est notamment connue pour sa plage et le site archéologique de Piantarella.